# Krivogaštani
Krivogaštani (en macédonien : Кривогаштани ) est une commune du sud-ouest de la Macédoine du Nord. Elle comptait 5 167 habitants en 2021 et s'étend sur 93,57 km2.
Son territoire est limitrophe de ceux des communes de Kruševo, Dolneni, Prilep et Mogila. Elle compte plusieurs villages : Krivogaštani, où se trouve le siège de la commune, Bela Tsrkva, Borotino, Voǵani, Vrbyani, Godivyé, Korenitsa, Kroucheani, Mirtché Atsev, Obrchani, Pachino Rouvtsi, Podvis et Slavey.

## Démographie
Lors du recensement de 2002, la commune comptait :
- Macédoniens : 5 983 (99,61 %)
- Serbes : 6 (0,13 %)
- Roms : 8 (0,10 %)
- Autres : 10 (0,16 %)